# Harry Richman
Pour les articles homonymes, voir Richman.
Harry Richman, né le 10 août 1895 à Cincinnati en Ohio, mort le 3 novembre 1972 à Hollywood, est un acteur et chanteur américain, également danseur et pianiste, populaire dans les années 1920 et 1930.

## Biographie
Il est né à Cincinnati en Ohio de parents d'origine russe. Son père meurt alors qu'il n'a que 14 ans. Il avait commencé à jouer du piano en spectacle à l'âge de 11 ans. Il rencontre le succès en 1930 avec son premier rôle dans Vertige (Puttin' on the Ritz) d'Edward Sloman. Il apparaît dans les Ziegfeld Follies en 1931. Il a accompagné au piano des vedettes de l'époque, telles que Mae West et Nora Bayes.
Il a été marié trois fois, une première fois avec Melvina Stephenson (entre 1917 et 1920), puis avec Hazel Forbes entre 1938 et 1942, et enfin avec Yvonne Day entre 1943 et 1957. À la fin des années 1940 il perd sa voix, et se retire du monde du spectacle. Il meurt à Hollywood en 1972, et est enterré au Hillside Memorial Park.

## Filmographie
- 1930 : Vertige (Puttin' on the Ritz) d'Edward Sloman
- 1936 : La musique vient par ici (The Music Goes 'Round) de Victor Schertzinger
- 1936 : Playboy
- 1937 : Stars Over Arizona

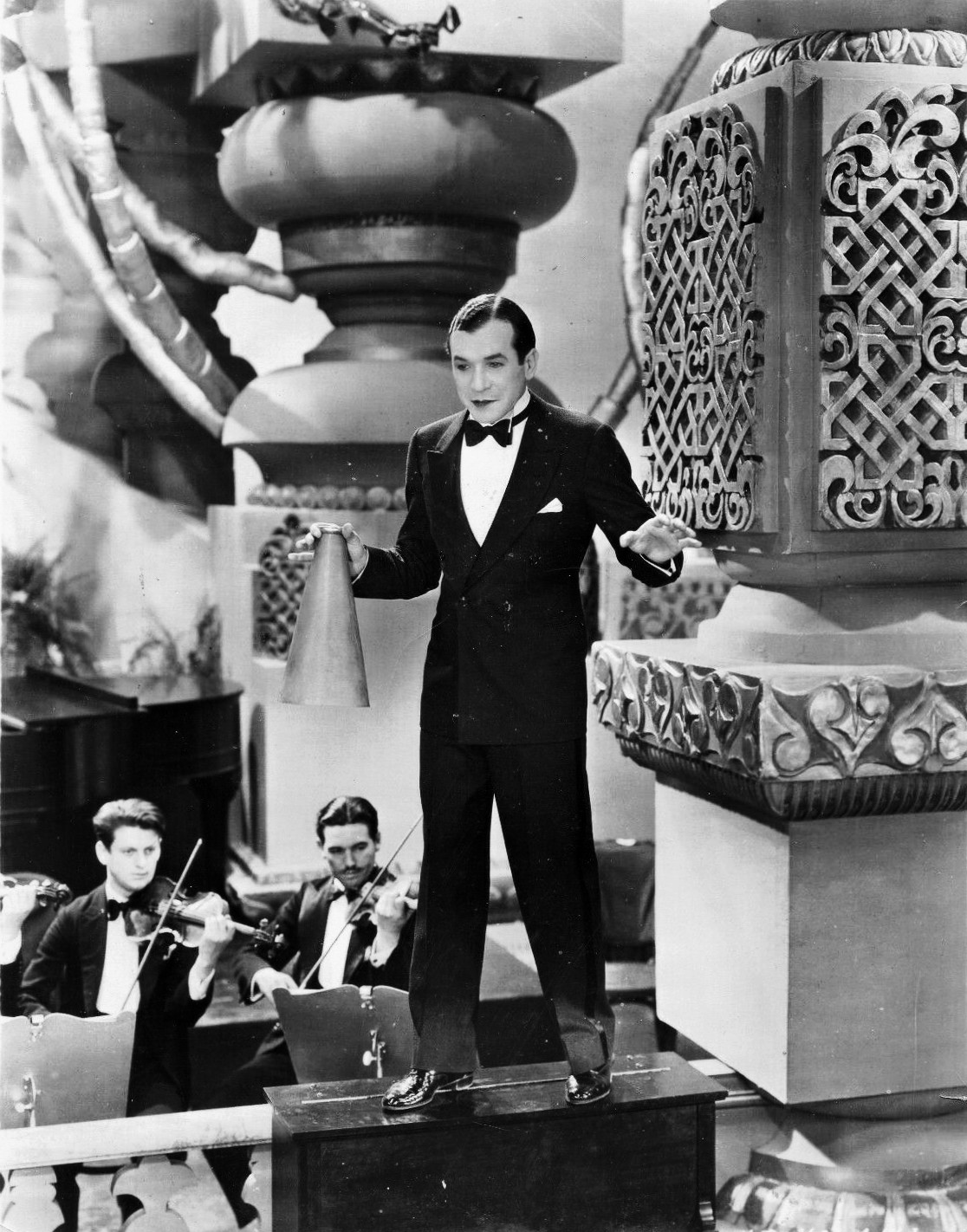
Richman dans une publicité pour le film Puttin' on the Ritz.
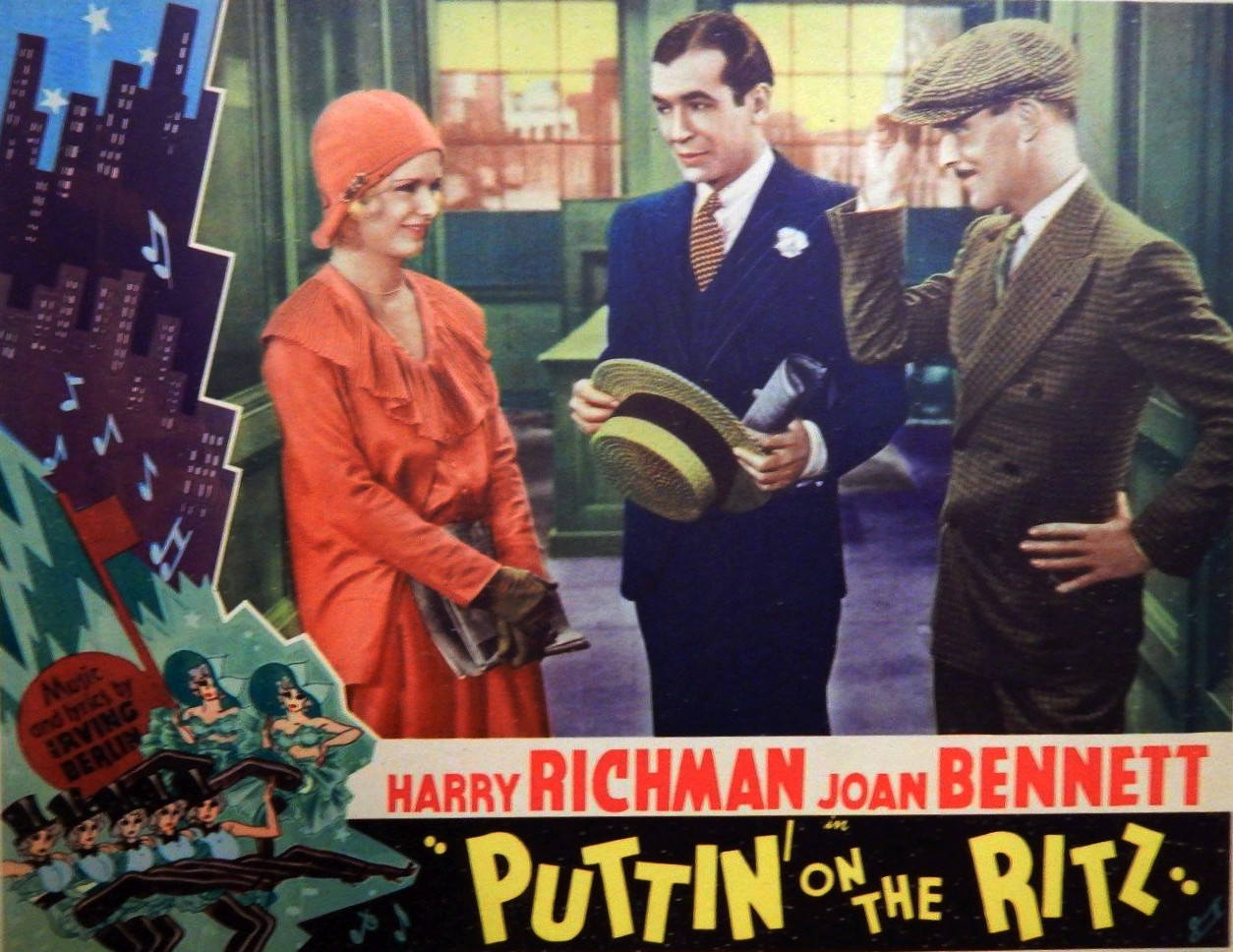